# Christian Lukas
Christian Lukas (* 29. Juli 1970 in Witten) ist ein deutscher Filmkritiker und Sachbuchautor, der sich in seinen Büchern vor allem mit Fernsehserien auseinandersetzt.

## Leben
Christian Lukas hat sich in seinen bislang erschienenen Büchern vor allem mit Fernsehserien wie Buffy – Im Bann der Dämonen und Akte X – Die unheimlichen Fälle des FBI auseinandergesetzt. Mit Die Scream-Trilogie und die Geschichte des Teenhorrorfilms hat er außerdem ein deutsches Standardwerk zum Thema Teenhorror verfasst. Den größten Teil seiner Bücher hat er mit dem Dortmunder Filmjournalisten Sascha Westphal geschrieben.
Weitere Bücher befassen sich mit Fernsehserien wie Sex and the City oder Desperate Housewives. Bei allen Sekundärtiteln handelt es sich um inoffizielle Bücher, die sich filmjournalistisch und filmhistorisch mit der jeweiligen Materie auseinandersetzen. Titel von ihm wurden ins Russische und Ungarische übersetzt.
Der Autor arbeitet darüber hinaus im Metier des Heftromans.

## Werke (Auswahl)
- Benedict Cumberbatch – Die unautorisierte Biografie. zus. mit Christian Humberg. Rohde, St. Augustin 2013.
- Bollywood. Heel, Königswinter 2006, ISBN 978-3-89880-571-1.
- Housewives – zum Äußersten bereit, zus. mit Sascha Westphal. Heyne, München 2005, ISBN 3-453-59017-1.
- Zauberhafte Hexen. Heel, Königswinter 2003, ISBN 3-89880-163-2.
- Die Stadt, der Sex und die Frauen, zus. mit Sascha Westphal. Heyne, München 2002, ISBN 3-453-86535-9.
- Angel – der dunkle Engel, zus. mit Sascha Westphal. Droemer Knaur, München 2002, ISBN 3-426-62082-0.
- Die Scream-Trilogie ... und die Geschichte des Teen-Horrorfilms, zus. mit Sascha Westphal. Heyne, München 2000, ISBN 3-453-18124-7.
- Buffy – im Bann der Dämonen. Droemer Knaur, München 1999, ISBN 3-426-61354-9.
- Ewan McGregor. Heyne, München 1999, ISBN 3-453-16147-5.
- Stargate, zus. mit Claudia Kern. Heyne, München 1999, ISBN 3-453-15404-5.
- X-Akten. Econ-und-List-Taschenbuch-Verlag, München 1998, ISBN 3-612-26591-1.
- David Duchovny. Heyne, München 1997, ISBN 3-453-13396-X.
- Gillian Anderson. Heyne, München 1997, ISBN 3-453-13395-1.